# Lodewijk Jozef Delebecque
Lodewijk-Jozef Delebecque (Neerwaasten, 7 december 1798 – Gent, 2 oktober 1864) was van 1838 tot 1864 de 21ste bisschop van het bisdom Gent.

## Levensloop
Delebecque was de zoon van Michel-Victor Delebecque (1767-1842) en Célestine Joye (1766-1805). Hij studeerde aan het seminarie van Gent en werd in Mechelen tot priester gewijd op 24 mei 1822. In 1825 werd hij leraar aan het college in Ieper en in 1827 onderpastoor in de Sint-Jacobskerk (Ieper). In Gent werd hij in 1830 aangesteld als leraar aan het kleinseminarie en in 1831 als professor aan het grootseminarie. In 1832 werd hij secretaris van François-René Boussen en in 1833 president van het  Grootseminarie van Brugge.

## Bisschop
Op 13 september 1838 werd hij door paus Gregorius XVI tot bisschop van Gent benoemd en op 4 november 1838 gewijd door kardinaal Engelbertus Sterckx, aartsbisschop van Mechelen. Delebecques wapenspreuk was Monstra te esse Matrem (Toon dat gij Moeder zijt). Hij stichtte in 1839 de broedercongregatie van Hiëronymieten.
Delebecque had een neef, Prosper Morel (1809-1878), die zijn vertrouwensman was. Hij nam hem bij zich als econoom toen hij president werd van het Brugse seminarie en toen hij bisschop werd, nam hij hem mee naar Gent als verantwoordelijke voor de financiële aangelegenheden van het bisdom. In 1840 benoemde hij hem tot titulair kanunnik en in 1844 werd hij huisprelaat van de paus. In 1845 werd Morel echter in sommige liberale kranten, en vooral ook in pamfletten door de ex-priester Benoît Beeckman, beschuldigd het niet te nauw te nemen met het celibaat. De waarheid werd niet vastgesteld maar de bisschop ontnam hem niettemin zijn bevoegdheden, 'om gezondheidsredenen'. Morel vervolgde zijn activiteiten in het Ieperse.
Op 14 januari 1842 kreeg Delebecque van de paus de eretitels van Romeins Graaf en van Bisschop-troonassistent van Zijne Heiligheid. 
Op 13 januari 1844 wijdde hij de jezuïetenkerk in de Posteernestraat in, en op 31 augustus 1845 het nieuwe Bisschoppelijk Paleis van Gent. Op 1 september 1853 legde hij de eerste steen van de Sint-Annakerk en op 24 november van datzelfde jaar wijdde hij het klooster van de Congregatie van de Zusters Apostolinnen van de H. Jozef te Wetteren in.
In 1864 stuurde hij Henry Gabriels, op vraag van kardinaal John McCloskey (aartsbisschop van New York), naar de Verenigde Staten om er les te geven in het St. Joseph’s Seminary in Troy (New York).

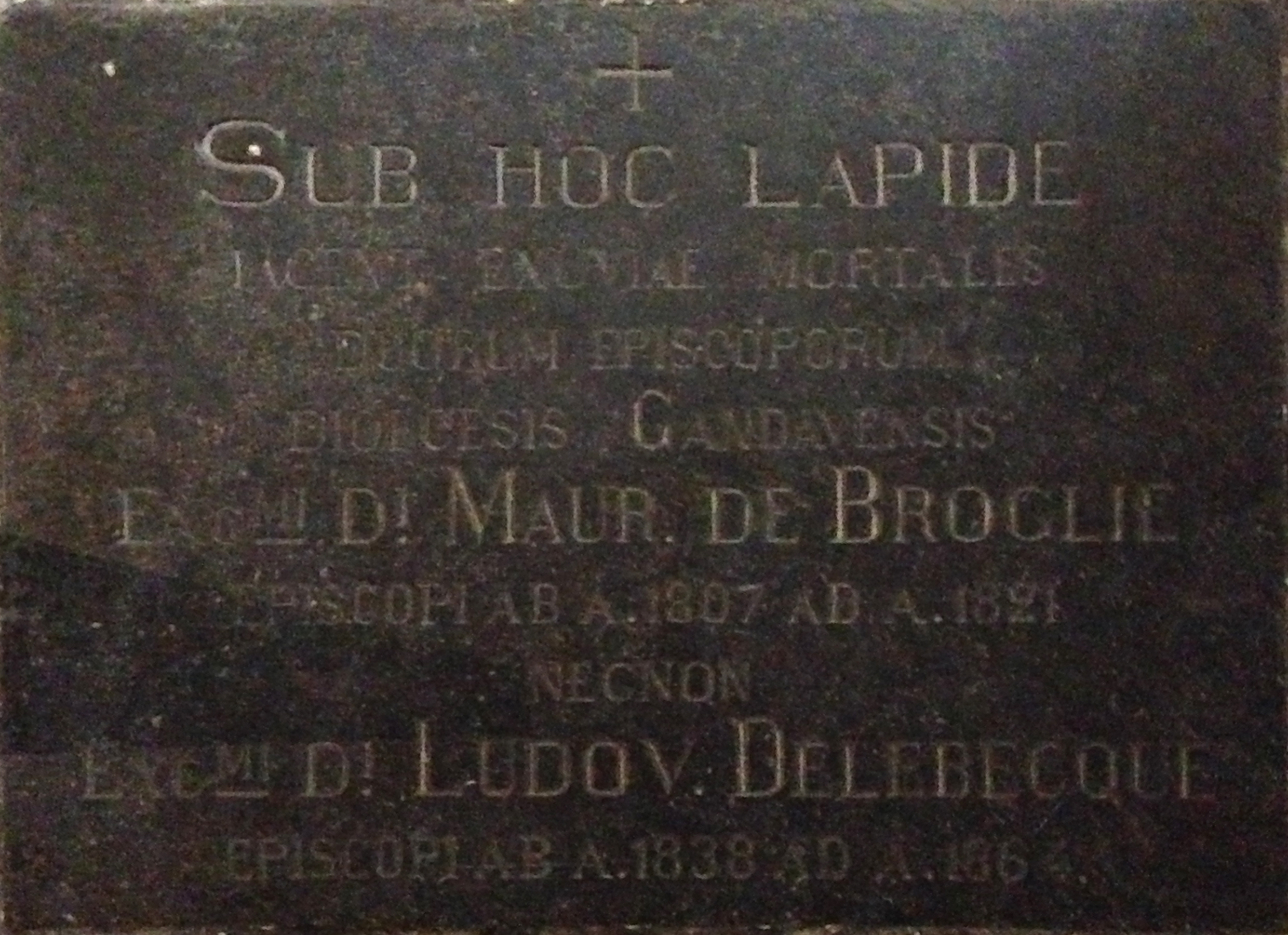
Grafplaat bisschoppen de Broglie & Delebecque (pas op 10 juli 1951 geplaatst)

Delebecque bezat een zomerverblijf in Astene, dat in 1863 werd afgebroken, maar het bijbehorende neerhof 'Patershof' bestaat nog.
Op 2 oktober 1864 overleed de bisschop op 65-jarige leeftijd. Er ontstond discussie tussen het bisdom en het stadsbestuur over zijn begraafplaats. Wettelijk was het niet toegestaan dat nog iemand in de crypte van de Sint-Baafskathedraal zou worden begraven, maar op vraag van het bisdom gaf het stadsbestuur een tijdelijke toestemming, tot de familie een definitieve plaats had gekozen. Toen de familie enkele weken later vroeg hem toch definitief daar te laten rusten werd dat, na een hevige discussie in de gemeenteraad, uiteindelijk toegestaan.